# Virbia medarda
Virbia medarda är en fjärilsart som beskrevs av Stoll 1781. Virbia medarda ingår i släktet Virbia och familjen björnspinnare. Inga underarter finns listade i Catalogue of Life.

## Bildgalleri

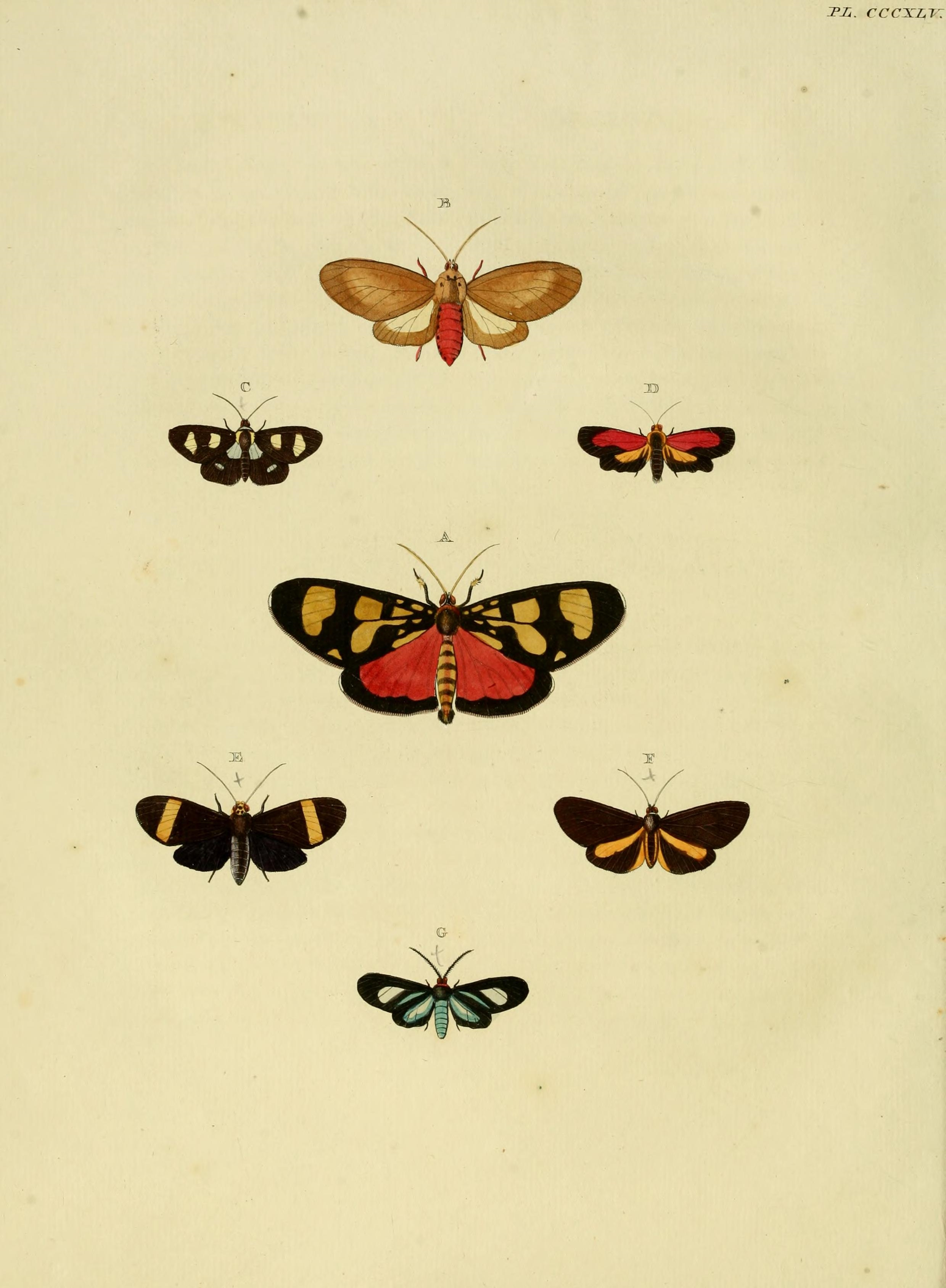